# Wasserstraßen- und Schifffahrtsamt Lauenburg
Das Wasserstraßen- und Schifffahrtsamt Lauenburg (WSA Lauenburg) war ein Wasserstraßen- und Schifffahrtsamt in Deutschland. Es gehörte zum Dienstbereich der Generaldirektion Wasserstraßen und Schifffahrt, vormals Wasser- und Schifffahrtsdirektion Ost.
Durch die Zusammenlegung der Wasserstraßen- und Schifffahrtsämter Magdeburg, Dresden und Lauenburg ging es am 11. März 2021 im neuen Wasserstraßen- und Schifffahrtsamt Elbe auf.

## Zuständigkeitsbereich

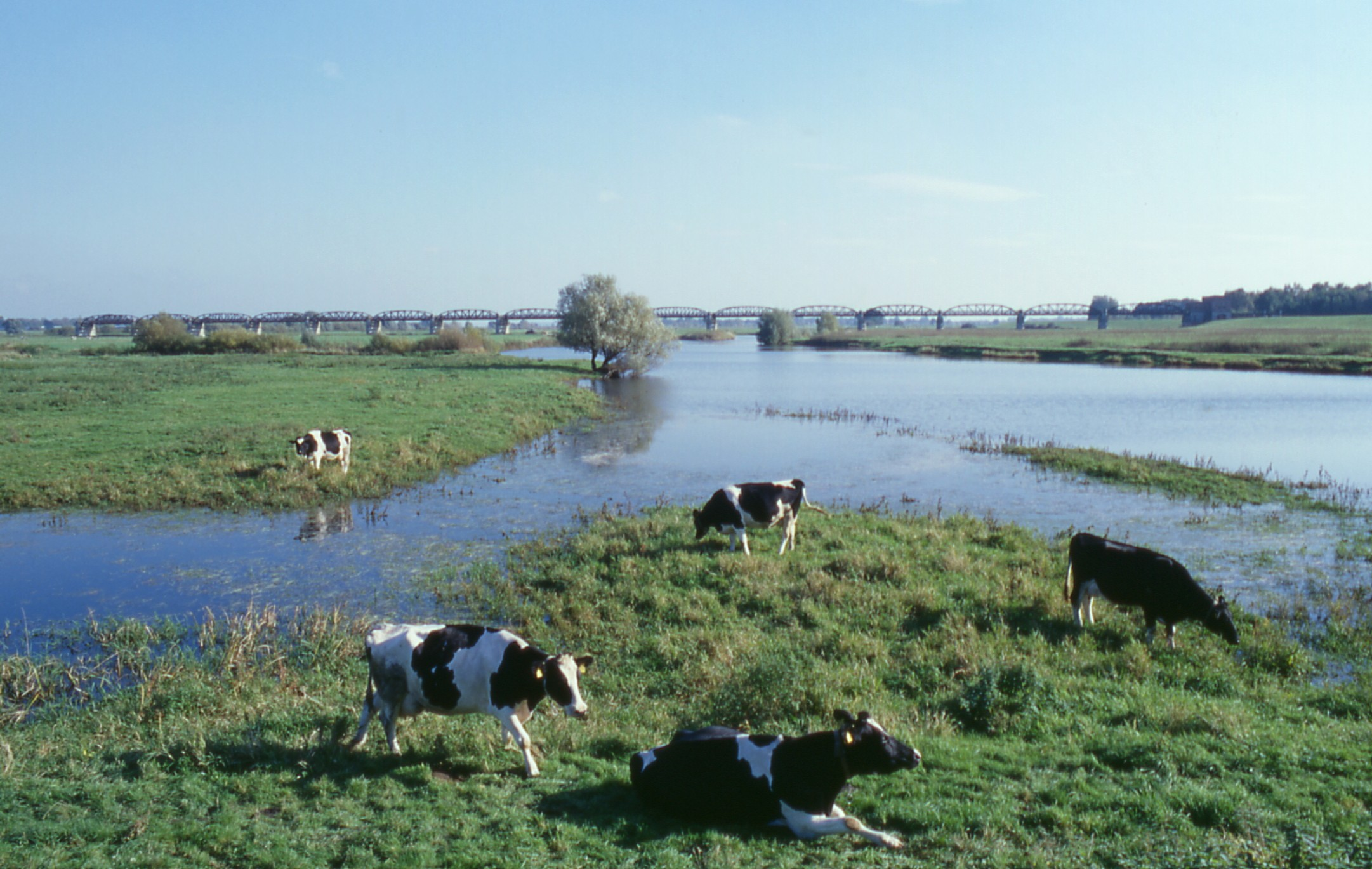
Elbe bei Dömitz

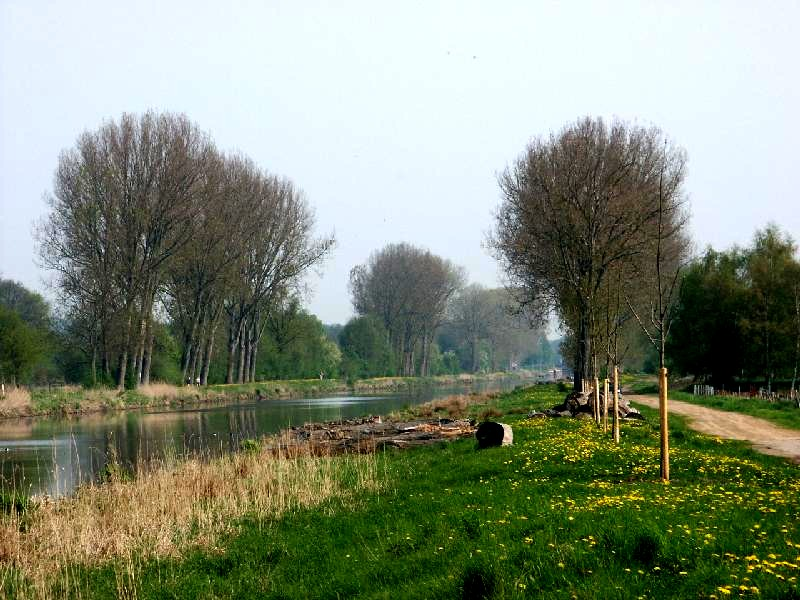
Elbe-Lübeck-Kanal bei Dalldorf

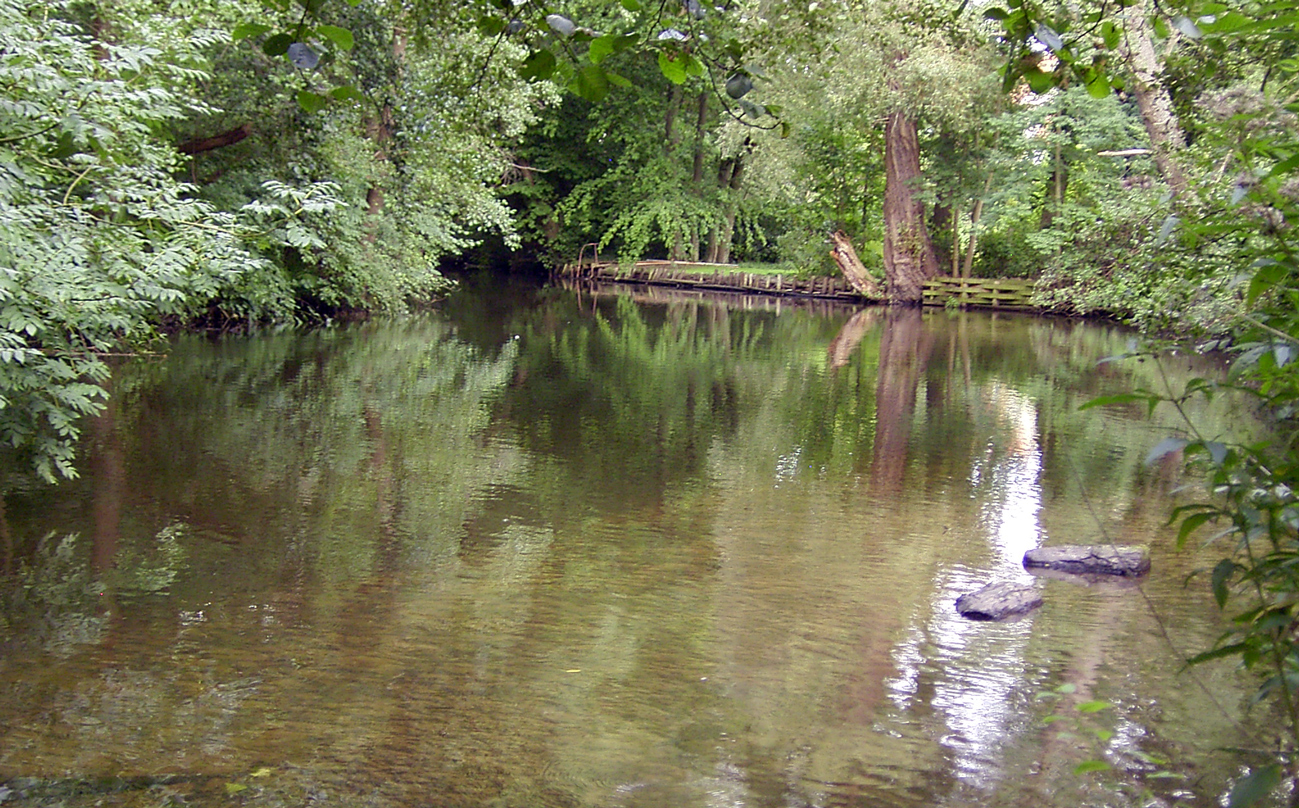
Ilmenau bei Uelzen

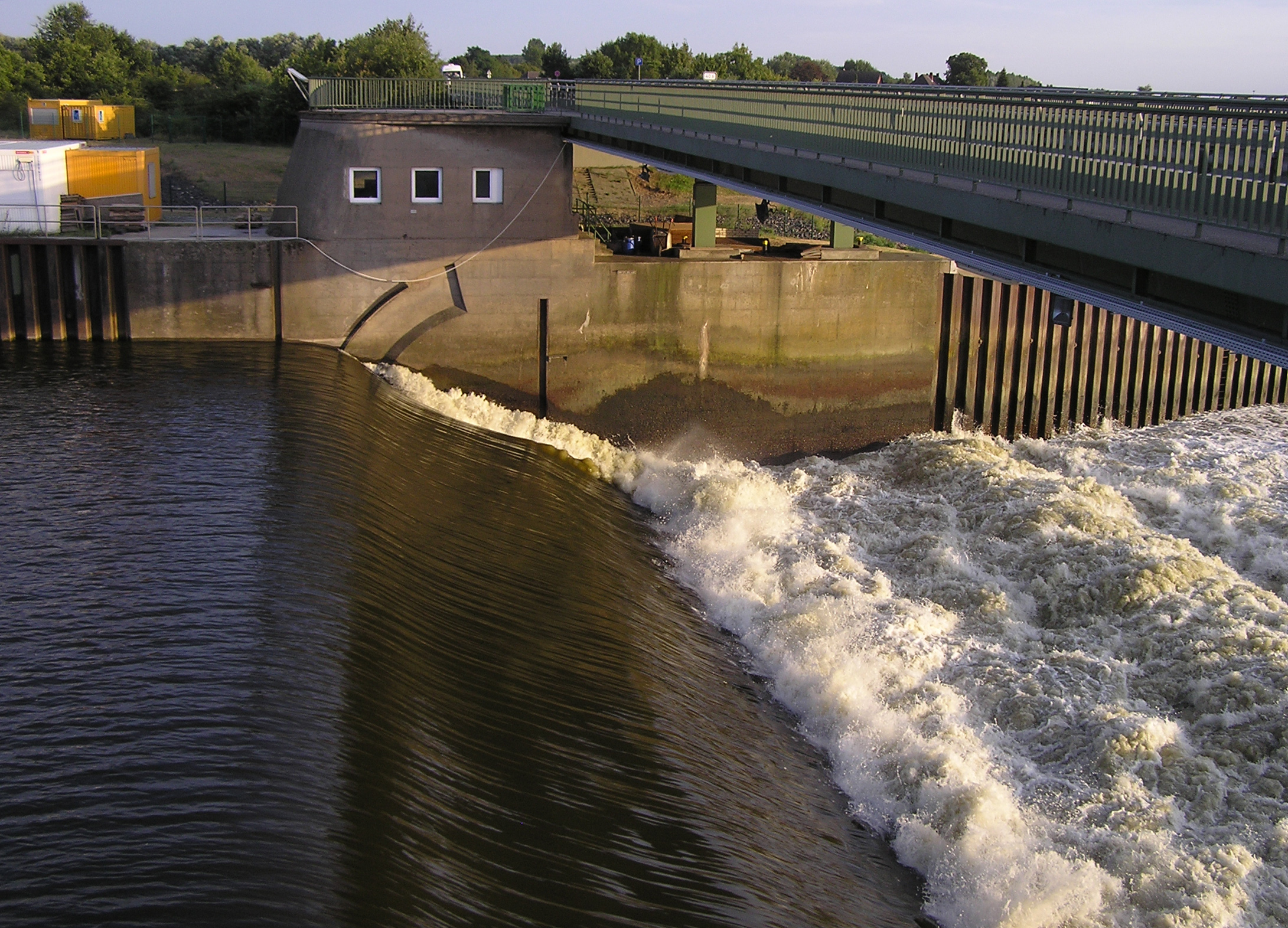
Staustufe Geesthacht

Das Wasserstraßen- und Schifffahrtsamt Lauenburg war zuständig für die Bundeswasserstraßen Elbe von Dömitz (Grenze zum Amtsbereich des ehemaligen Wasserstraßen- und Schifffahrtsamtes Magdeburg) bis zum Beginn der Delegationsstrecke Hamburg, den Elbe-Lübeck-Kanal, die Ilmenau bis Lüneburg, die Müritz-Elde-Wasserstraße und die Stör-Wasserstraße.

## Aufgabenbereich
Zu den Aufgaben des Wasserstraßen- und Schifffahrtsamtes Lauenburg gehörten:
- Unterhaltung der Bundeswasserstraßen im Amtsbereich
- Betrieb und Unterhaltung baulicher Anlagen wie z. B. Wehre, Schleusen und Brücken (u. a. die Staustufe Geesthacht in der Elbe)
- Aus- und Neubau
- Unterhaltung und Betrieb der Schifffahrtszeichen
- Messung von Wasserständen
- Übernahme strom- und schifffahrtspolizeilicher Aufgaben.

## Außenbezirke
Zum Wasserstraßen- und Schifffahrtsamt Lauenburg gehörten die Außenbezirke in Mölln, Herrenhof, Geesthacht, Grabow, Parchim, Waren und der Bauhof Geesthacht mit einer Außenstelle in Grabow.
- Der Außenbezirk Mölln war zuständig für den Elbe-Lübeck-Kanal.
- Der Außenbezirk Herrenhof war zuständig für die Elbe von km 502,25 bis km 566,30.
- Der Außenbezirk Geesthacht war zuständig für die Elbe von km 566,30 bis km 607,50 mit der Staustufe Geesthacht und die Ilmenau von der Mündung in die Elbe bis Lüneburg.
- Der Außenbezirk Grabow war zuständig für die Müritz-Elde-Wasserstraße vom km 0,0 (Elbe) bis km 56,0 (Anschluss an die Stör-Wasserstraße) und die Stör-Wasserstraße.
- Der Außenbezirk Parchim war zuständig für die Müritz-Elde-Wasserstraße von km 56,0 (Anschluss an die Stör-Wasserstraße) bis km 127,0.
- Der Außenbezirk Waren war zuständig für die Müritz-Elde-Wasserstraße von km 127,0 bis km 180,0 (Müritz).
- Der Bauhof Geesthacht mit der Außenstelle Grabow nahm insbesondere Wartungs- und Instandsetzungsaufgaben an Schiffen und Anlagen sowie der Schifffahrtszeichen des Wasserstraßen- und Schifffahrtsamtes Lauenburg wahr.